# Shandaken
Shandaken es un pueblo ubicado en el condado de Ulster en el estado estadounidense de Nueva York. En el año 2000 tenía una población de 3,235 habitantes y una densidad poblacional de 10 personas por km².

## Geografía
Shandaken se encuentra ubicado en las coordenadas 42°6′40″N 74°22′55″O / 42.11111, -74.38194. Según la Oficina del Censo, la ciudad tiene un área total de 310,4 km² (119,8 mi²), de la cual 310,4 km² (119,8 mi²) es tierra y 0 km² (0 mi²) (0%) es agua.

## Demografía
Según la Oficina del Censo en 2000 los ingresos medios por hogar en la localidad eran de $ 31,566, y los ingresos medios por familia eran $40,927. Los hombres tenían unos ingresos medios de $38,854 frente a los $23,063 para las mujeres. La renta per cápita para la localidad era de $21,121. Alrededor del 12.3% de la población estaban por debajo del umbral de pobreza.